# Quietula
Quietula is een geslacht van straalvinnige vissen uit de familie van grondels (Gobiidae).

## Soorten
- Quietula guaymasiae (Jenkins & Evermann, 1889)
- Quietula y-cauda (Jenkins & Evermann, 1889)